# 上芦川村
上芦川村（かみあしかわむら）は山梨県東八代郡にあった村。現在の笛吹市芦川町上芦川にあたる。

## 地理
- 山：御坂山地（破風山、黒岳、釈迦ヶ岳）
- 河川：芦川

## 歴史
- 1889年（明治22年）7月1日 - 町村制の施行により、近世以来の上芦川村が単独で自治体を形成。
- 1941年（昭和16年）4月1日 - 中芦川村・鶯宿村と合併して芦川村が発足。同日上芦川村廃止。